# Corpus Christi (Saalfeld)

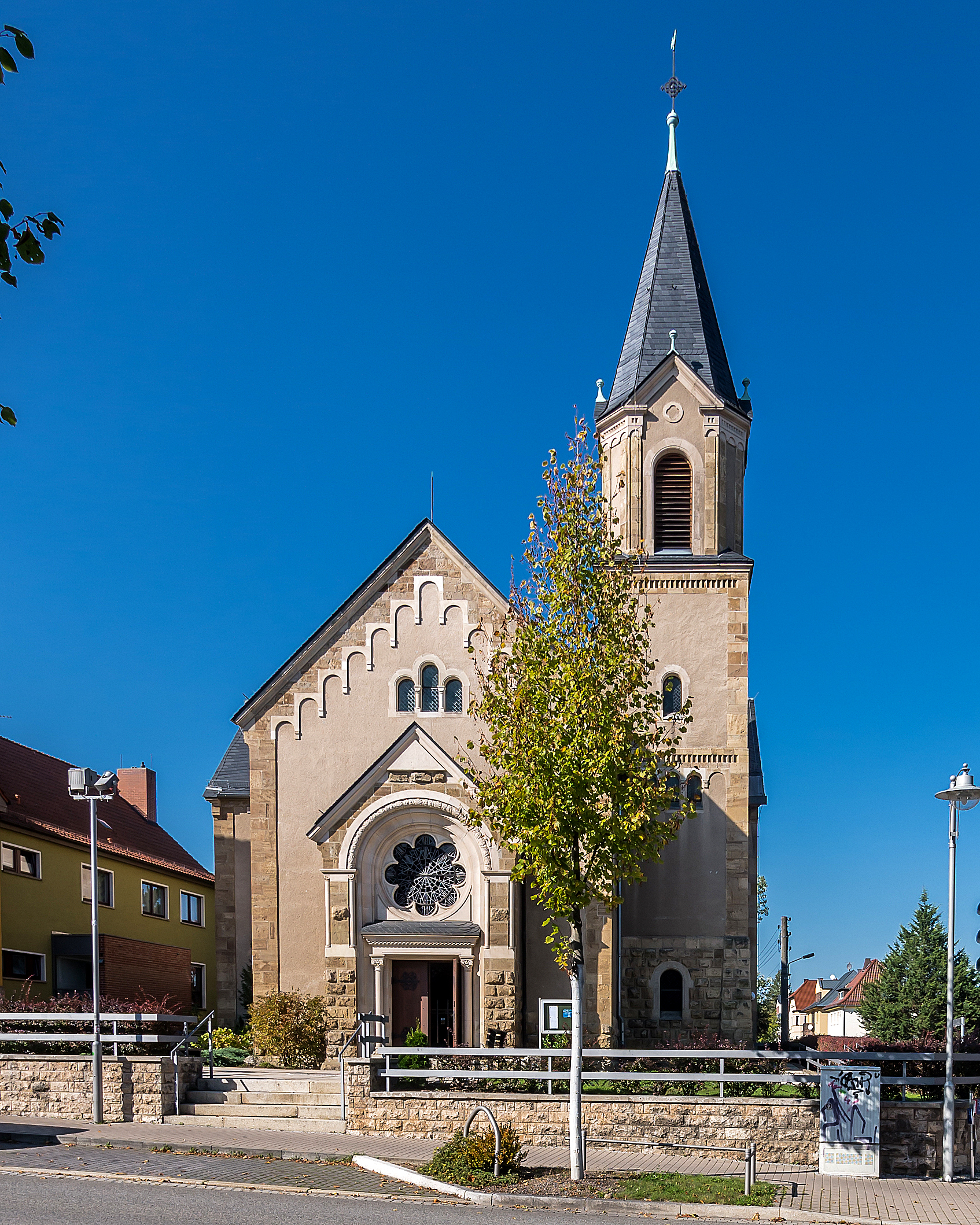
Die katholische Pfarrkirche Corpus Christi in Saalfeld

Die römisch-katholische Pfarrkirche Corpus Christi steht in Saalfeld im thüringischen Landkreis Saalfeld-Rudolstadt. Sie ist die Pfarrkirche der Pfarrei Corpus Christi Saalfeld im Dekanat Weimar des Bistums Erfurt. Sie trägt das Patrozinium Corpus Christi.

## Geschichte
Die Kirche Corpus Christi wurde im neoromanischem Stil nach Plänen von Otto Hetzel zu Beginn des 20. Jahrhunderts errichtet. Die Weihe war am 17. April 1906. Der Hochaltar war zum Teil noch ein Provisorium und die Seitenaltäre fehlten. Der Flügelaltar wurde erst 1912 in der Kirche aufgestellt. 1960 erhielt die Kirche ein neues dreistimmiges Geläut, die Glocken tragen die Namen Jesus, Maria und Josef. 1962 erfolgte eine erste Sanierung und Umgestaltung, bei der die Seitenaltäre entfernt und die Rosetten und der Kreuzweg erneuert wurden. 1972 erfolgte die zweite Umgestaltung im Sinne des II. Vatikanums. Der neue Altar wurde am 29. Oktober 1972 geweiht.
Ab 1947 bis wirkte in der Gemeinde Corpus Christi Schwester Cläre Barwitzky als Seelsorgshelferin, die während des Zweiten Weltkriegs in einem französischen Kinderheim 30 Kinder versteckt hatte und so vor der Deportation rettete. Posthum wurde sie dafür 1991 als Gerechte unter den Völkern geehrt.

## Orgel
Eine erste Orgel gab es seit Mai 1952, als Ersatz eines alten Harmoniums. Die jetzige Orgel mit achtzehn Registern, verteilt auf zwei Manuale und Pedal, wurde 1964 vom Orgelbauer Lothar Heinze erbaut. Das Kegelladen-Instrument hat eine pneumatische Register- und Tontraktur. Die Disposition lautet wie folgt:
| I Manual C–g3 |       |
| Prinzipal     | 8′    |
| Holzgedackt   | 8′    |
| Oktave        | 4′    |
| Quinte        | 2 ⁄3′ |
| Waldflöte     | 2′    |
| Mixtur IV     | 1 ⁄3′ |

| II Manual C–g3 |                |
| Gemshorn       | 8′             |
| Rohrflöte      | 8′             |
| Prinzipal      | 4′             |
| Spitzflöte     | 4′             |
| Prinzipal      | 2′             |
| Tertian II     | 1 3⁄5′ + 1 ⁄3′ |
| Zimbel III     | 2⁄3′           |

| Pedal C–f1    |       |
| Subass        | 16′   |
| Gedacktbass   | 8′    |
| Choralbass    | 4′    |
| Hintersatz IV | 2 ⁄3′ |
| Posaune       | 16′   |

- Koppeln: II/I, I/P, II/P
- Spielhilfen: zwei Freie Kombinationen[Anm. 4], Tutti, Auslöser

Anmerkungen
1. 1 2 3  aus der Vorgängerorgel übernommen
2. ↑  erst 1966 ergänzt
3. ↑  nachträglich eingebaut
4. ↑  wegen Störanfälligkeit zusammen mit dem Tremulant für das II. Manual ausgebaut, Druckknöpfe sind noch vorhanden

## Seelsorger
Die Reihe der katholischen Priester von Saalfeld lautet:
- Dr. Theodor Josef Scherg, 1903–1913
- August Michael Hock, 1913–1917
- Dr. Josef Hersam, 1917–1935
- Hans Link, 1935–1948
- Albrecht Aulbach, 1948–1976
- Bertram Pittner, 1976–1978
- Norbert Winter, 1978–1991
- Joachim Kramer, 1991–2001
- Bruno Wagner, 2001–2019
- David Wolf, seit 2019